# Axolot
Axolotul (Ambystoma mexicanum) este o salamandră pedomorfă strâns legată de salamandra tigru (Ambystoma tigrinum). Axoloții sunt neobișnuiți printre amfibieni, deoarece ajung la vârsta adultă fără a suferi metamorfoza. În loc să meargă pe uscat, adulții rămân în apă. Specia a fost găsită inițial în mai multe lacuri aflate în zona în care se află acum Ciudad de México, cum ar fi Lacul Xochimilco și Lacul Chalco. Aceste lacuri au fost drenate de coloniștii spanioli după cucerirea Imperiului Aztec, ceea ce a dus la distrugerea unei mari părți a habitatului său natural.

## Aspect
Axolotul are un aspect de obicei negru sau maroniu, dar sunt frecvente și varietățile albine, albe si cu nuanțe de roz  în special la specimenele crescute în captivitate. Crește până la 30 de cm, dar lungimea lui medie este de 15cm. Își folosește cele patru picioare pentru a se deplasa pe fundul apei și coada pentru a înota. „Peștele umblător mexican” se hrănește cu insecte, pești mici și crustacee, preferând apele cu temperaturi mai scăzute.
Principala trăsătură specifică a axolotului este capacitatea de a-și regenera părțile corpului după traumare, inclusiv după amputare.

## Genom
O echipă de cercetători din Viena, condusă de oamenii de știință din Dresda și Heidelberg au descoperit o altă curiozitate despre axolot: genomul lui este imens. Are aproximativ 32.000 de milioane de perechi de nucleotide ADN, eclipsând foarte mult genomul uman (de aproximativ 10 ori mai mic). Au explicat în lucrarea lor în revista Nature publicată în 2018 că este cel mai mare genom descoperit vreodată.
Secvența lungă de 32 de miliarde de perechi de baze a genomului axolotului a fost publicată în 2018 și a fost cel mai mare genom animal finalizat la acea vreme. Acesta a dezvăluit căi genetice specifice speciei care pot fi responsabile pentru regenerarea membrelor. Deși genomul axolotului este de aproximativ 10 ori mai mare decât genomul uman, acesta codifică un număr similar de proteine, și anume 23.251 (genomul uman codifică aproximativ 20.000 de proteine). Diferența de dimensiune este explicată în mare parte printr-o fracțiune mare de secvențe repetitive, dar astfel de elemente repetate contribuie, de asemenea, la creșterea dimensiunilor mediane a intronului (22.759 bp), care sunt de 13, 16 și 25 de ori mai mari decât cele observate la om (1.750 bp), șoarecele (1.469 bp) și, respectiv, broasca tibetană (906 bp).

## Comportament
În mod normal, axolotul rămâne aproape inactiv pe fundul lacului în timpul zilei și iese rar la suprafața apei să respire. Când se lasă noaptea, pleacă în căutarea hranei. Comunică între ei prin semnale chimice și vizuale, dar acest lucru se produce mai mult în perioada de împerechere. Un alt mod de comunicare apare prin feromoni, tot în stadiul de reproducere.

## Neotenie
Spre deosebire de alți amfibieni, axolotul nu dezvoltă plămâni și își păstrează branhiile externe, care îi permit să supraviețuiască sub apă. Axolotul atinge maturitatea fără a trece prin metamorfoză, prezentând deci fenomenul de neotenie. Mai mult, e capabil să se reproducă în stadiul de larvă.

## Specie protejată
Ambystoma mexicanum este inclusă în lista speciilor pe cale de dispariție cu mențiunea "în pericol critic".  
Conform Academiei Mexicane de Științe, în 1998 erau 6000 de exemplare pe km pătrat, în 2003 numărul scăzuse la 1000, iar în 2008 era de numai 100. Într-o cercetare derulată în anul 2013 timp de patru luni, biologii Universității Naționale Autonome a Mexicului nu au reușit să identifice niciun exemplar în habitatul natural, dar câteva luni mai târziu au fost descoperite totuși astfel de creaturi, iar autoritățile au creat condiții pentru protejarea acestora. De exemplu, Parcul Ecologic Xochimilco găzduiește o zonă protejată pentru acești amfibieni care are clasificarea de "Protecție Specială" de către guvernul mexican.

## Semnificație culturală
Specia poartă numele zeității aztece Xolotl, care s-a transformat într-un axolot. Ei continuă să joace un rol cultural nemaipomenit în Mexic și au apărut în desene animate și picturi murale.
În 2020, a fost anunțat că axolotul va fi prezentat pe noul design al bancnotei de 50 de pesos din Mexic, împreună cu imagini cu porumb și chinampas.